# Bibio holtii
Bibio holtii är en tvåvingeart som beskrevs av Mcatee 1922. Bibio holtii ingår i släktet Bibio och familjen hårmyggor. Inga underarter finns listade i Catalogue of Life.